# Gymnosphaera austroyunnanensis
Gymnosphaera austroyunnanensis là một loài dương xỉ trong họ Cyatheaceae. Loài này được S.G.Lu & Chun X.Li mô tả khoa học đầu tiên năm 2005.
Danh pháp khoa học của loài này chưa được làm sáng tỏ. 